# Таппинг, Аманда
Ама́нда Та́ппинг (англ. Amanda Tapping, род. 28 августа 1965, Рошфорд, Эссекс, Англия) — канадская актриса.
Наиболее популярный персонаж — Саманта Картер в телевизионном сериале «Звёздные врата: SG-1», вышедший на экраны в 1997 году. В четвёртом сезоне телесериала «Звёздные врата: Атлантида» персонаж Аманды Таппинг командует экспедицией в Атлантиде (вместо Торри Хиггинсон), однако актриса отказалась от постоянной роли в пятом сезоне.

## Биография
В три года вместе с семьёй переехала в Онтарио, Канада.
С тех пор, как она себя помнит, по её рассказам, родители всегда просили её связать жизнь с наукой. В то же самое время, однако, по словам её матери, она всегда хотела быть актрисой. В юности она превосходила других в математике, но в старших классах школы её заинтересовало искусство. В школе North Toronto High она выиграла призы в областях Драмы (Dramatic Arts Award) и Экологии (Environmental Science Award). Она говорит: «Я всегда считала, что хочу стать врачом, когда была маленькой, а затем, конечно, как и все, захотела стать морским биологом, но актерская игра всегда была моим главным интересом». Ребёнком Аманда любила смотреть «Маленький домик в прериях», а также, вместе со своей матерью, «Улицу коронации». Она признает, что в университетские годы была полностью поглощена этими шоу и хотела бы появиться в них в качестве гостя. Её отец был большим фанатом «Монти Пайтона».
Аманда изучала драму в Университете Виндзорской Школы Драматических Искусств в Виндзоре (Онтарио). После окончания, ещё четыре года она изучала театр, появляясь на сцене в нескольких постановках. В это время она ещё клялась не работать для телевидения. Ещё через 6 месяцев она обзавелась агентом и получила свою первую работу («Сдобы из отрубей овсяного зерна» Тима Хортона). Затем последовала ещё пара работ, оплата за которые позволила Аманде финансировать существование Random Acts, труппы импровизационной комедии, которую она сформировала в начале 90-х в Торонто с двумя другими женщинами (Кэтрин Джексон и Энн Мэри Керр). Они делали комедийные зарисовки в небольших залах по всему Торонто, включая Фестиваль Новых Идей и Ярмарку Искусств Весны Эстрагона. Труппа прекратила своё существование, когда все её члены разъехались. Однако, совсем недавно, труппа была восстановлена и сняла документальный фильм.
Аманда говорит, что театр остается её страстью.
В 1995—1997 Аманда появлялась во множестве телешоу: телефильм «Воспоминание», эпизоды в различных сериалах вроде «Строго на юг», «Редакция новостей» и «Секретные материалы» и фильмах «Донор», «Ребёнок напрокат», «Зов плоти». Её главное достижение — роль капитана Саманты Картер, в вышедшем в 1997 году телевизионном сериале «Звёздные врата: SG-1».
Для проб на роль Саманты Картер она первоначально была приглашена в Торонто и оставила свою кассету для ассистента режиссёра по кастингу. Аманда была внесена в список основных претендентов и послала продюсерам свою демо-кассету, содержащую подборку лучших её работ в фильмах и на телевидении. Она стала одним из трёх финалистов и её пригласили на кинопробы в Лос-Анджелесе. Когда время подошло, в конечном счете, осталось лишь два финалиста, и их снова пригласили на встречу. Приблизительно за две недели до начала съемок пилота «Звёздные врата: SG-1», ей позвонили по телефону, сказав упаковывать чемоданы и ехать в Ванкувер.
Аманда Таппинг играла Саманту Картер более 10 лет. Её обычный рабочий день на съёмках длится 14 часов. Чтобы её Саманта Картер казалась как можно более реалистичным солдатом и учёным, она беседовала с бывшим военно-морским офицером и ознакомилась с основами астрофизики.
Аманда Таппинг много раз говорила о своих взглядах на свой персонаж в сериале «Звёздные врата: SG-1» и о женщине в современном мире. Она считает одним из своих героев писателя-феминистку Глорию Стейнем. Аманда рассказывает: «В последний раз, когда я слышала её, всё, что она говорила, было побуждением к действиям. Мы можем сидеть здесь в этом обществе и говорить: „Люди, не принимающие этот наш путь, неправы“. Но на нас лежит большая ответственность, чтобы воплотить это в жизнь. Это огромная нагрузка на женщин, но это тоже способ действий. Мы всегда готовы натыкаться на фанатиков в этом мире, и мы всегда готовы натыкаться на женоненавистничество тех, кому угрожает женская власть, но я считаю, что если опишу себя в чистых феминистических формах, этим я скажу, что хочу равенства. Мы хотим уважения не потому, что мы женщины, но просто потому, что мы — люди. Я очень остро отношусь к проблеме равенства, и я также, как и Стейнем, считаю, что мы должны сами взять ответственность за себя».
Во время паузы после съёмок первого сезона научно-фантастического сериала Аманда снялась в эпизоде «За гранью возможного», а в следующую паузу — в эпизоде «Тысячелетия».
Аманда хочет изобразить различные аспекты женских мыслей и личностей, играя разных персонажей. Саманта Картер («Звёздные врата: SG-1») и Хелен Магнус («Убежище») — вероятно два самых сильных примера её философии, но персонажи, представляющие женскую силу, смесь успешности, интеллектуальности и ответственности, не ставя под угрозу их женственность, можно увидеть на любой стадии её карьеры кинопроизводства.
В настоящее время Аманда Таппинг снимается в собственном инновационном фантазийном научно-фантастическом сериале «Убежище».

### Личная жизнь
Муж Аманды — Алан Ковач. У неё есть 3 брата (Ричард, Кристофер и Стивен), двое из них старше, а один — её близнец. Один из её старших братьев — биохимик, а её близнец (ныне покойный)— программист. У Аманды есть собака по имени Эбби. 22 марта 2005 (во вторник, в 18:29) родилась дочь Аманды и Алана, которую они назвали Оливией.
Аманде нравится кемпинг, лыжный спорт, пеший туризм, чтение и верховой спорт, она поддерживает Общество больных рассеянным склерозом, Исследования загрязнений, Общество предотвращения жестокого обращения с животными, Общество больных раком груди.

## Фильмография
| Год       |    | Русское название              | Оригинальное название                 | Роль                                      |
| --------- | -- | ----------------------------- | ------------------------------------- | ----------------------------------------- |
| 1991      | с  | Улицы Правосудия              | Street Legal                          | ведущая новостей                          |
| 1994      | с  | Кунг-фу: Возрождение легенды  | Kung Fu: The Legend Continues         | подруга МакИллроя                         |
| 1995      | ф  | Паутина                       | Net Worth                             | Колин Хоуи                                |
| 1995      | с  | Рыцарь навсегда               | Forever Knight                        | доктор Наоми Росс                         |
| 1995      | ф  | Донор                         | The Donor                             | Кэсси                                     |
| 1995      | тф | Степень вины                  | Degree of Guilt                       | Марси                                     |
| 1995      | ф  | Ребёнок напрокат              | Rent-a-Kid                            | миссис Найсли                             |
| 1996      | с  | Вспомни, что будет            | Flash Forward                         | мисс Янсуни                               |
| 1996      | с  | Редакция новостей             | The Newsroom                          | Линдси Уорд                               |
| 1996      | с  | Побочные эффекты              | Side Effects                          | доктор Барбара Бертран                    |
| 1996      | с  | Мурашки                       | Goosebumps                            | миссис Мертон                             |
| 1996      | с  | Строго на юг                  | Due South                             | Одри МакКенна                             |
| 1996      | ф  | Видение Лизы                  | The Haunting of Lisa                  | Джина/ангел                               |
| 1996      | с  | Кунг-фу: Возрождение легенды  | Kung Fu: The Legend Continues         | Энни                                      |
| 1996      | с  | Секретные материалы           | The X Files                           | Карина Сайлес                             |
| 1996      | тф |                               | Golden Will: The Silken Laumann Story | Кэтрин Лоуман                             |
| 1996      | тф | Воспоминания                  | Danielle Steel's «Remembrance»        | Линда                                     |
| 1996      | ф  |                               | What Kind of Mother Are You?          | Ингрид Элстад                             |
| 1997      | ф  | Зов плоти                     | Booty Call                            | доктор Мур                                |
| 1997      | тф |                               | When Innocence Is Lost                | женщина, дающая показания в суде          |
| 1997—2007 | с  | Звёздные врата: SG-1          | Stargate SG-1                         | капитан/майор/подполковник Саманта Картер |
| 1998      | с  | За гранью возможного          | The Outer Limits                      | офицер Кейт Джирард                       |
| 1999      | с  | Тысячелетие                   | Millennium                            | доктор Кантор                             |
| 2000      | тф | Блэктоп                       | Blacktop                              | официантка                                |
| 2001      | в  | Касаясь пустоты               | The Void                              | профессор Ева Содерстром                  |
| 2002      | ф  |                               | Stuck                                 | Лиз                                       |
| 2002      | ф  | Жизнь или что-то вроде того   | Life or Something Like It             | Кэрри Мэддокс                             |
| 2004      | с  | Траффик                       | Traffic                               | домохозяйка                               |
| 2004      | тф | Волшебник Земноморья          | Earthsea                              | леди Эльфаррен                            |
| 2005—2009 | с  | Звёздные врата: Атлантида     | Stargate: Atlantis                    | подполковник/полковник Саманта Картер     |
| 2006      | ф  | Крушение                      | Breakdown                             | Мэри Джонсон                              |
| 2006      | тф | Обручённые убийством          | Engaged to Kill                       | детектив Бёрнс                            |
| 2007—2011 | с  | Убежище                       | Sanctuary                             | доктор Хелен Магнус                       |
| 2008      | в  | Звёздные врата: Ковчег правды | Stargate: The Ark of Truth            | полковник Саманта Картер                  |
| 2008      | в  | Звёздные врата: Континуум     | Stargate: Continuum                   | полковник Саманта Картер                  |
| 2009—2010 | с  | Звёздные врата: Вселенная     | Stargate:Universe                     | полковник Саманта Картер                  |
| 2012      | тф |                               | Taken Back: Finding Haley             | Сьюзан                                    |
| 2012—2019 | с  | Сверхъестественное            | Supernatural                          | ангел Наоми                               |
| 2012      | тф |                               | Random Acts Of Romance                | Дайен                                     |
| 2012      | ф  | Космический коктейль          | Space Milkshake                       | Валентина                                 |
| 2013      | с  | Мотив                         | Motive                                | доктор Кейт Роббинс                       |
| 2013      | ф  | Малыш-каннабис                | Kid Cannabis                          | Мать Нейта                                |
| 2013      | ф  | Ад в сумочке                  | Hell in a Handbag                     | игуменья                                  |
| 2015      | с  | Киллджойс                     | Killjoys                              | Егер                                      |
| 2017      | с  | Лагерь X                      | Оригинальное название неизвестно      |                                           |
| 2017      | ф  |                               | Crypto                                | Donna                                     |

### Режиссёрские работы
Первый опыт режиссуры — эпизод «Возрождение» телесериала «Звёздные врата: SG-1» (7-й сезон, эпизод 19), сценарий к которому написал Майкл Шэнкс. Убежище. В 2012—2013 годах Аманда Таппинг сняла три эпизода сериала «Портал юрского периода: Новый мир», а также несколько эпизодов всех сезонов «Арктический воздух» и «Континуум (телесериал). Режиссировала сериал „Dark matter“, „Olympsus“, Strange Empire, „X company“, фильм „Family for christmas“ последнюю серию первого сезона „The magicians“», последние две серии первого сезона «Van helsing», Women Seen, The Romeo section, Сверхъестественное.

### Продюсер
С 2007 года — продюсер собственного сериала Убежище.

## Награды и номинации
Аманда Таппинг была номинирована на несколько премий за роль Саманты Картер.
В 2000 году Аманда Таппинг была номинирована на премию «Leo» в категории «Лучшая ведущая роль в драматическом сериале» за эпизод «Точка зрения» и выиграла награду в 2003 за эпизод «Вознесение», в 2004 — за «Грейс» и в 2005 — за «Нити».
Таппинг была номинирована на премию «Сатурн» в категории «Лучшая телеактриса второго плана» в 2000, 2001, 2002, 2003, 2004 годах и выиграла эту награду в 2005.
Кроме того актрису в 2008 году номинировали на премию «Джемини» в категории «Лучшая актриса в продолжающейся ведущей драматической роли» и на премию Constellation в категории «Выдающийся канадский вклад в научно-фантастический фильм или телесериал». Стала женщиной года ACTRA 2015
| Год  | Премия                 | Номинация                                                      | Награда                                     | Результат |
| ---- | ---------------------- | -------------------------------------------------------------- | ------------------------------------------- | --------- |
| 1999 | Премия Сатурн          | Лучшая телеактриса второго плана                               | Звёздные врата: SG-1                        | Номинация |
| 2000 | Leo Award              | Лучшее исполнение главной женской роли в драматическом сериале | Звёздные врата: SG-1 Эпизод «Точка зрения». | Номинация |
| 2000 | Премия Сатурн          | Лучшая телеактриса второго плана                               | Звёздные врата: SG-1                        | Номинация |
| 2001 | Джемини / Gemini       | Лучшее исполнение главной женской роли в драме                 | Звёздные врата: SG-1                        | Номинация |
| 2001 | Премия Сатурн          | Лучшая телеактриса второго плана                               | Звёздные врата: SG-1                        | Номинация |
| 2002 | Leo Award              | Драматический сериал: Лучшее исполнение главной женской роли   | Звёздные врата: SG-1 Эпизод «Вознесение».   | Награда   |
| 2003 | Премия Сатурн          | Лучшая телеактриса второго плана                               | Звёздные врата: SG-1                        | Номинация |
| 2004 | Leo Award              | Драматический сериал: Лучшее исполнение главной женской роли   | Звёздные врата: SG-1 Эпизод «Грация».       | Награда   |
| 2004 | Leo Award              | Драматический сериал: Лучшее исполнение главной женской роли   | Звёздные врата: SG-1 Эпизод «Нити».         | Награда   |
| 2005 | Премия Сатурн          | Лучшая телеактриса второго плана                               | Звёздные врата: SG-1                        | Награда   |
| 2007 | Canadian Comedy Awards | Самая смешная женская роль (в фильме)                          | Крушение                                    | Награда   |
| 2009 | Leo Award              | Лучшее исполнение главной женской роли в драматическом сериале | Звёздные врата: Континуум                   | Номинация |
| 2009 | Leo Award              | Лучшее исполнение главной женской роли в драматическом сериале | Убежище Эпизод «Реквием».                   | Награда   |
| 2010 | Leo Award              | Лучший драматический сериал                                    | Убежище                                     | Номинация |
| 2010 | Leo Award              | Лучшее исполнение главной женской роли в драматическом сериале | Убежище Эпизод «Страх Nocturnus».           | Номинация |
| 2011 | Leo Award              | Лучший драматический сериал                                    | Убежище                                     | Номинация |
| 2011 | Leo Award              | Лучшее исполнение главной женской роли в драматическом сериале | Убежище Эпизод «Нарушение».                 | Номинация |
| 2012 | Leo Award              | Лучший драматический сериал                                    | Убежище                                     | Номинация |